# 石和鵜飼

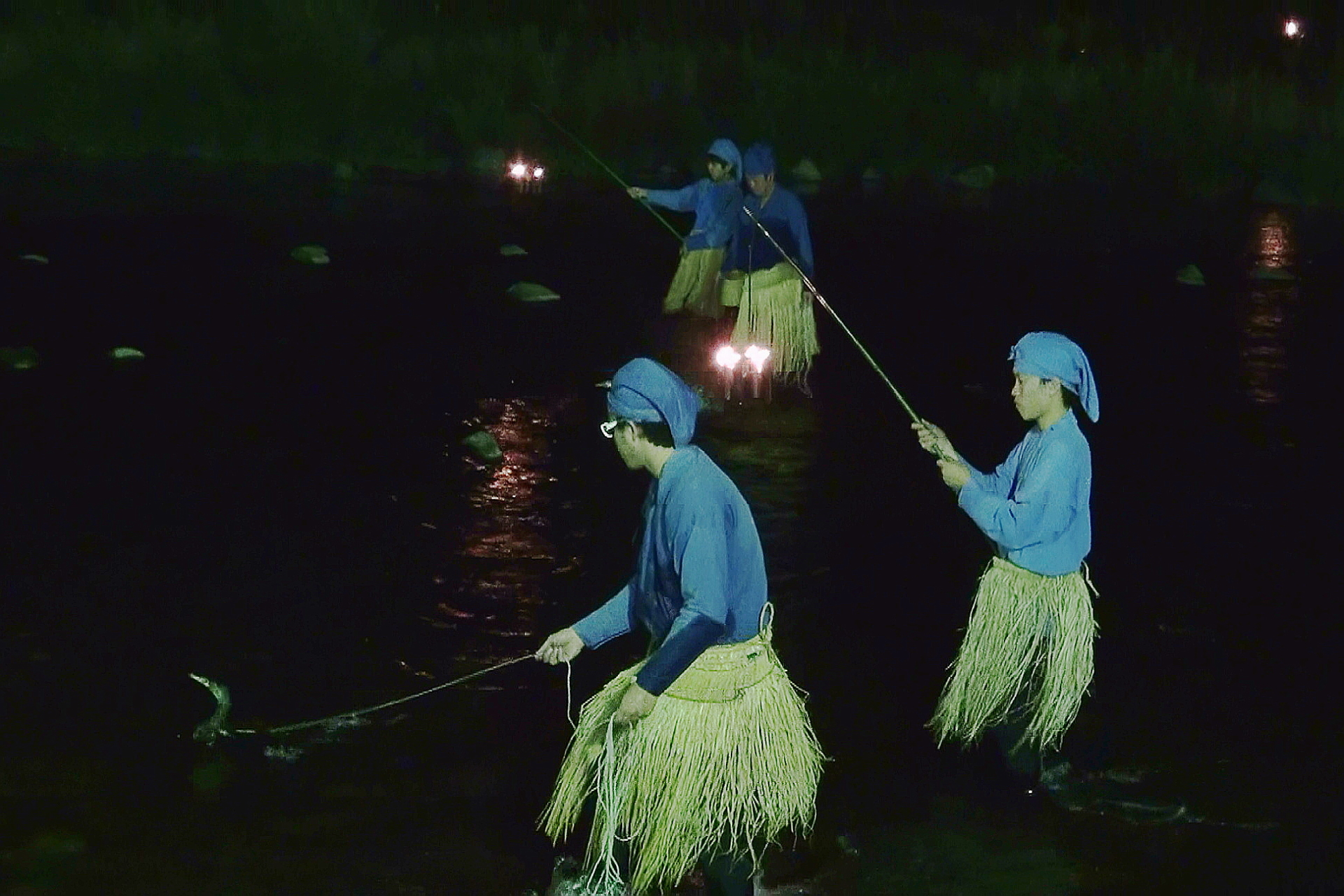
石和鵜飼（2013年8月3日撮影）

石和鵜飼（いさわうかい）は、山梨県笛吹市石和町に流れる笛吹川の石和温泉付近で行われている鵜飼である。

## 歴史

### 甲斐国の鵜飼と起源

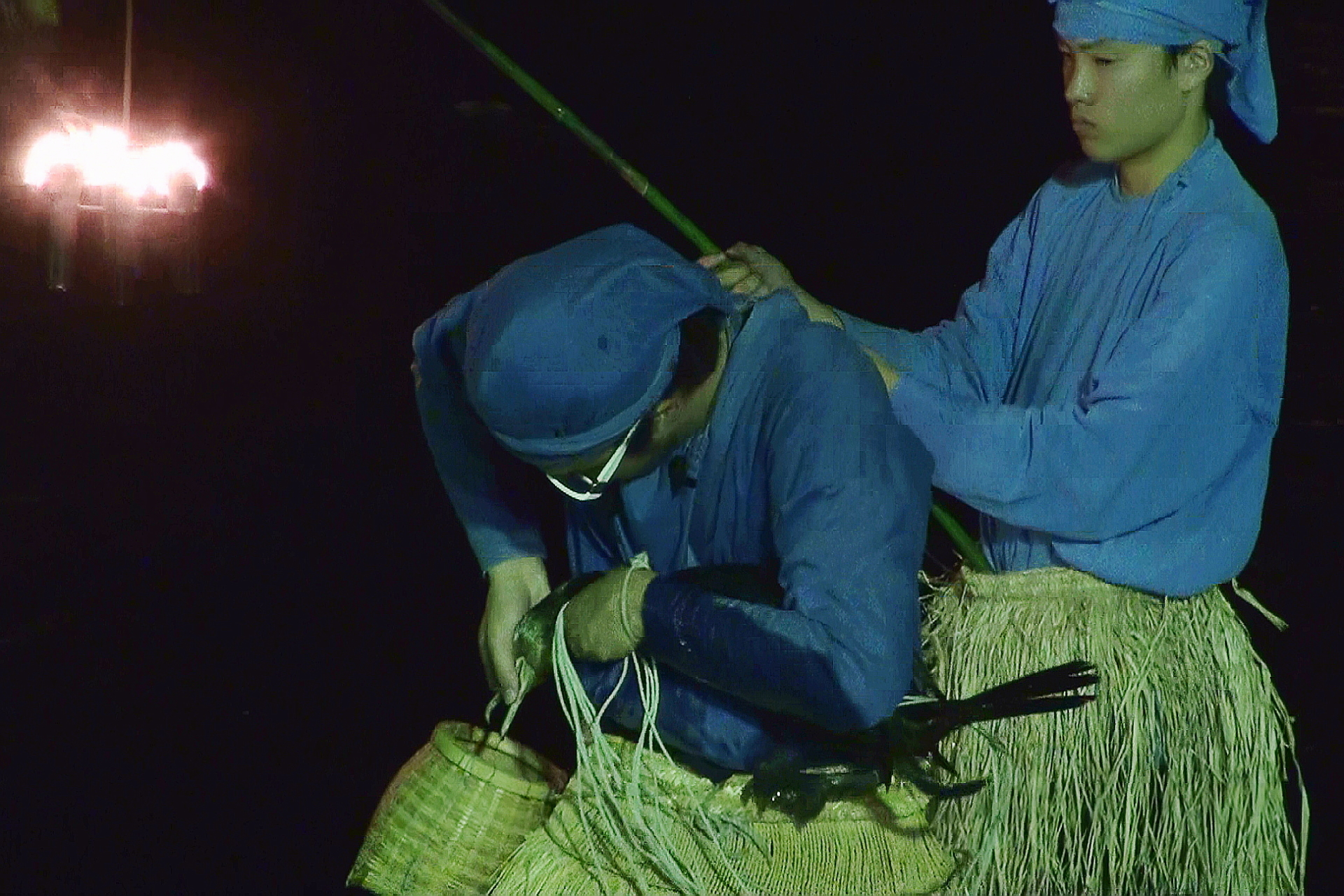
鵜の口を開く。（2013年8月3日撮影）

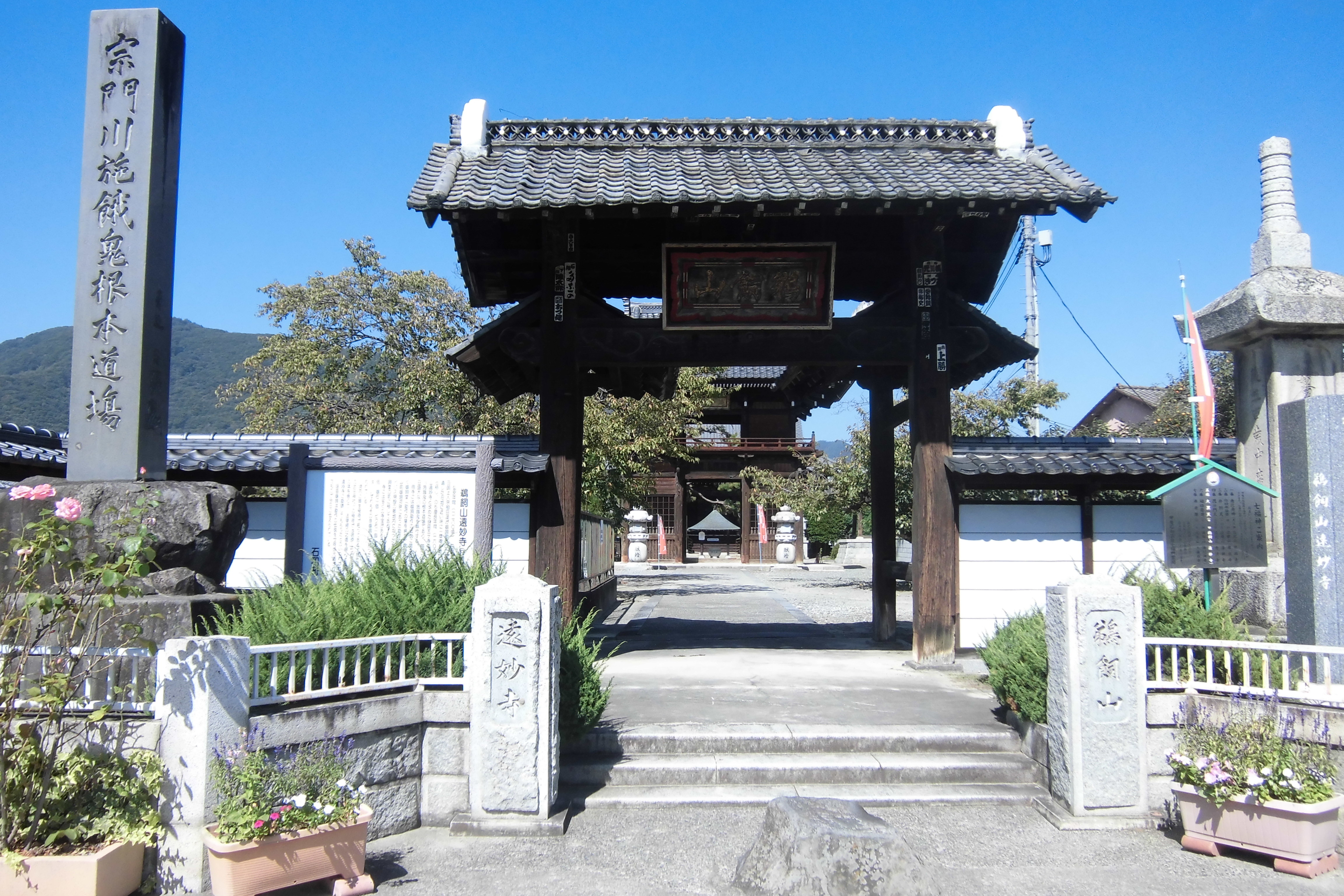
鵜飼山遠妙寺

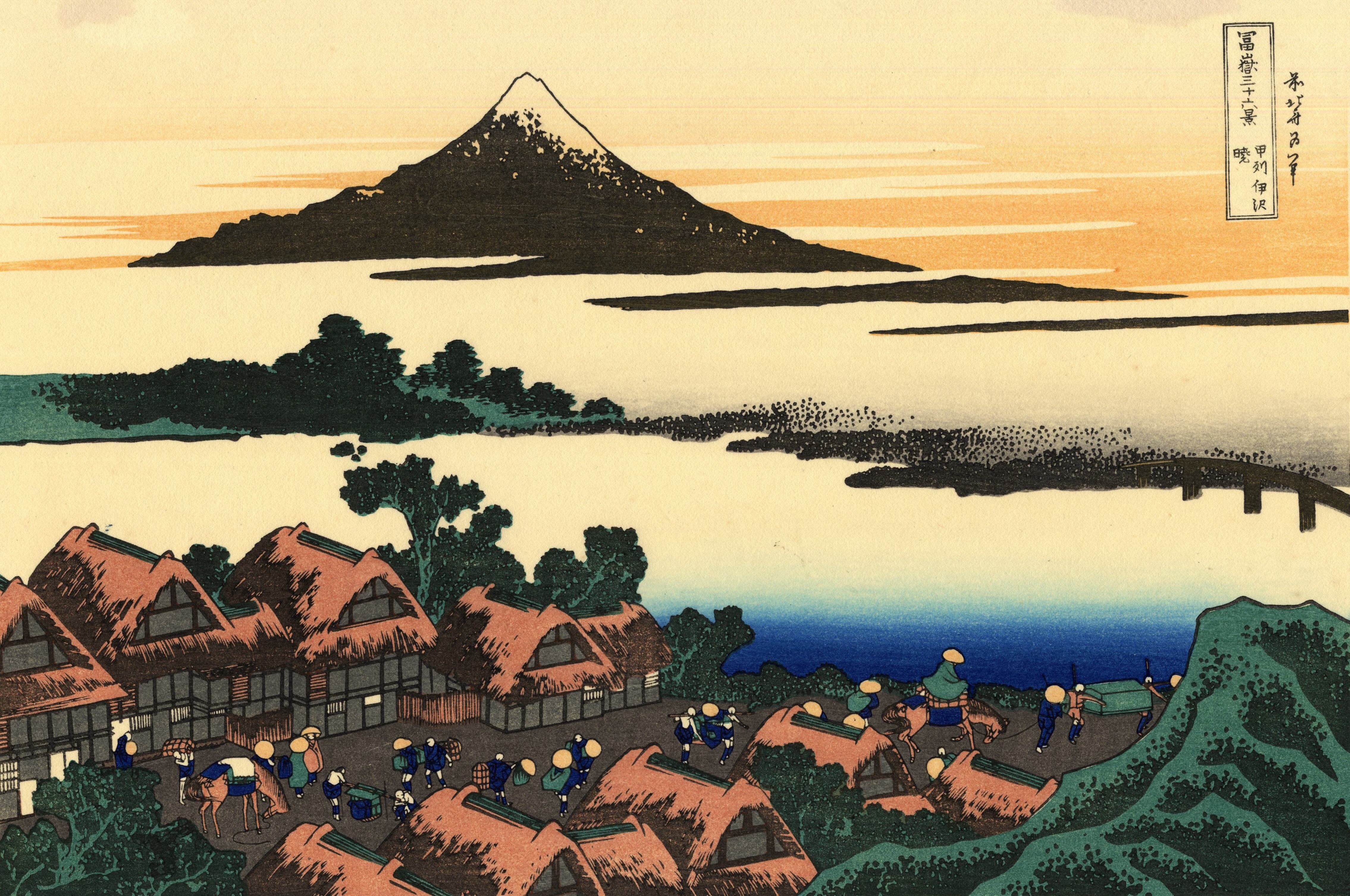
葛飾北斎「富嶽三十六景」甲州伊沢暁

日本列島における鵜飼の歴史は古く、古代中国の歴史書『隋書』に記されているほか、日本の歴史書では『古事記』『日本書紀』にも登場する。東日本では群馬県高崎市に分布する5世紀後半代の保渡田古墳群から出土した鵜形埴輪があり、古墳時代には儀式・行事としての鵜飼が行われていたとも考えられている。
甲斐国（現在の山梨県）において、古代・中世の笛吹川での鵜飼を記す記録は少ないが、江戸時代の伝承に拠れば、石和で鵜飼が始まったのは800年前の平安時代からとされている。考古学的には甲府市川田町に所在する外中代遺跡から出土している暗門絵画土器が注目される。外中代遺跡は古墳時代から平安時代の集落遺跡で、周辺には桜井畑遺跡や川田遺跡群、大坪遺跡など古墳時代から奈良・平安時代の遺跡が数多く分布する。石和鵜飼が行われた笛吹川にも近く、暗門絵画土器には魚をくわえた鳥の姿が連続して描かれており、鵜飼を描いているとも考えられている。
甲斐国における鵜飼は笛吹川における石和鵜飼のほか、江戸時代（19世紀）の『甲斐名所寿古六』に描かれる「忘川」の鵜飼や、『甲州道中図屏風』に描かれる桂川の鵜飼が知られる。「忘川」の指す河川は諸説あるが荒川を指すとする説があり、『甲斐名所寿古六』では日本各地の鵜飼において一般的な漁師が船へ乗り込み鵜飼を行う「船鵜飼」として描かれている。対して石和鵜飼は漁師が直接川へ入る「徒歩（かち）鵜飼」と呼ばれる類例の少ない鵜飼である。幕末期の成立であると考えられている『甲州道中図屏風』に載る桂川の鵜飼も徒歩鵜飼として描かれている。

### 鵜飼山遠妙寺と石和鵜飼
江戸時代に鵜飼山遠妙寺に伝わった伝承によると、石和鵜飼の起源は平氏の公家であった平時忠が流刑先の能登国から逃れ、当地で漁をしたのが始まりとされている。
室町時代には、猿楽師である世阿弥により改作された能の演目『鵜飼』が江戸期の石和鵜飼伝承に似た筋書きとなっている。
笛吹市石和町市部には、上記の日蓮宗寺院「遠妙寺」が所在している。江戸時代には遠妙寺における鵜飼伝説が広まり、遠妙寺は慶長8年（1603年）の江戸幕府奉行人連書状で「鵜飼山」と称されており、江戸初期に山号を「鵜飼山」に改めていたと考えられている。また、遠妙寺には漁師・鵜飼勘助が日蓮に救われたという伝承が伝わり、勘助を祀る「漁翁堂（りょうおうどう）」が所在している。さらに、寺宝にも鵜飼伝説に関わるものがあり、「七字の経石」は鎌倉時代のものと伝わる経石で、七つの石に「南無妙法蓮華経」の七文字が書かれている。遠妙寺に伝わる「鵜飼天神像」も同じく鎌倉時代のもので、日蓮が平時忠を勧請して鵜飼天神とし、日蓮自ら開眼した像であるという。
笛吹川もかつては石和川（いさわがわ）あるいは鵜飼川（うかいがわ）とも呼ばれていたことなど、石和で古くから鵜飼が行われていたと考えられている。
江戸時代後期の天保元年（1830年）から天保5年（1834年）頃には、浮世絵師の葛飾北斎により富士山を題材とした連作『冨嶽三十六景』が刊行される。『冨嶽三十六景』に含まれる甲斐国を描いた六図には「甲州伊沢暁（こうしゅういさわあかつき）があり、甲州街道沿いの石和宿から見える富士が描かれている。中央には鵜飼川が描かれており、右手には遠妙寺門前で分岐する鎌倉街道（御坂路）の板橋が描かれている。遠妙寺は画中には描かれていないが、板橋の描かれている右手に所在している。北斎は日蓮宗を信仰しており、日蓮ゆかりの地を画題に選んだとも考えられている。

### 近現代の石和鵜飼
1885年（明治18年）には月岡芳年が鵜飼伝承を「日蓮上人石和河にて鵜飼の迷魂を済度したまふ図」として描いている。
近代には石和鵜飼は断絶する『鵜飼 甲斐の川漁と鵜飼をめぐる伝説』。高度成長時代の1961年（昭和36年）に石和町で温泉が湧き、その後石和温泉として温泉街が作られると、鵜飼伝承を基に観光客誘致を目的として1976年（昭和51年）より現在の「石和鵜飼」が再開されるようになった。7月下旬から8月中旬の水・木・土・日曜日に実施されており、鵜匠による鵜飼の実演のほか一般客向けの「鵜匠体験」も行われている（要予約）。また、鵜飼が終了すると花火が打ち上げられる。
2005年（平成17年）には笛吹川石和鵜飼保存会が発足し、鵜飼の実演やイベントの実施、鵜小屋の清掃や広報活動などを行っている。2017年度には鵜が病気にかかりその年の鵜飼は中止になった。
鵜の飼育施設は老朽化していたうえ、感染症が発生した場合は隔離治療できるように、2018年には新しい鵜の飼育・訓練施設が「ホテルうかい」内に笛吹市により新設された。

## 漁法
岐阜県の長良川鵜飼や小瀬鵜飼同様、石和の鵜匠の装束は風折烏帽子に漁服、胸あて、腰蓑と古式ゆかしいものである。長良川や小瀬の鵜飼が小船に乗って5羽から10羽程度の鵜を操るのに対し、石和鵜飼は鵜匠が直接浅瀬に入り、川を歩きながら1 - 2羽程度の鵜を操る「徒歩鵜」（かちう）と呼ばれるものである。この「徒歩鵜」は石和以外では和歌山県の有田川で行われている。
なお、現在の観光鵜飼で使われている鵜は他の鵜飼同様ウミウであり、茨城県日立市の伊師浜海岸で捕獲されたものである。笛吹川では大量のカワウが生息しており、中国の鵜飼ではカワウが使われているが、カワウはアユを食い荒らすなど害鳥指定されており、ドライアイスを使用した駆除が行われるなどウミウと扱いが区別されている。

## 菓子
2025年(令和7年)石和鵜飼いの告知のために、笛吹市観光物産連盟と石和温泉街の活性化に取り組む団体の「まちづくり石和」が、鮎を捕まえた鵜を表現した「鵜サブレー」を開発し、市内観光施設や笛吹川石和鵜飼実演日に会場で販売した。